# X (manga)
X (エックス, Ekkusu) és un manga creat per l'estudi japonés CLAMP, sovint titulat també X/1999: publicada en la revista Asuka entre 1992 i 2002, la publicació de la sèrie s'interrompé per desavinences amb l'editorial i només s'han publicat díhuit volums dels vint previstos.
En X pretenien narrar un apocalipsi en vint volums i dos llibres d'il·lustracions, cada un en referència a una carta del tarot, i amb l'any 2000 com a data de publicació prevista per al desenllaç, però el fet que les CLAMP alternaren esta sèrie amb altres feu impossible complir el termini; a més, una seguida de terratrémols provocà que l'editorial desaconsellara publicar una sèrie en la qual es destruïen ciutats senceres, amb la qual cosa l'argument està inconclòs a data de 2025; no obstant això, X ha sigut adaptat a l'anime en un llargmetratge del 1996 dirigit per Rin Taro i en una sèrie de vint-i-quatre capítols, supervisada per CLAMP, amb un final inèdit en el manga.
X ha sigut traduït a diferents idiomes i publicat per Editorial Vid a Mèxic; en anglés per Viz Media (en volums omnibus de tres tankobon en un) als EUA, en alemany per Carlsen Verlag i en italià per Edizioni BD; a més, se n'han fet dos videojocs, un de lluita per a PlayStation (X: Unmei no Sentaku) i un de batalla de cartes per a WonderSwan Color (X: Card of Fate).
Planeta DeAgostini la publicà en castellà a Espanya, primer en una edició en format comic-book americà i, més tard, en volums tankōbon a l'estil japonés.
Com en totes les obres de l'estudi CLAMP, en X apareixen personatges d'altres sèries, com Subaru, Hokuto i Seishirō de Tokyo Babylon i Nokoru, Suoh i Akira de Clamp School Detectives; els protagonistes d'X també ixen en Tsubasa RESERVoir CHRoNiCLE.

## Argument
La fi del món està a prop. El rostre d'un xic encaputxat sobre la Torre de Tòquio és la recurrent visió que Hinoto ha percebut en els seus somnis profètics. El futur de la humanitat està en les mans d'eixe jove, anomenat Kamui. Hinoto està segura que eixe xic és l'esperança d'un món devastat. Per això decideix convocar els Set Segells, que són un grup de set persones que durant tota sa vida s'han estat preparant per a ser part del clan dels Dracs del Cel (Ten No Ryū). Ells, abans que tot, han de trobar a Kamui i convéncer-lo d'unir-se al seu bàndol. Esperen que una vegada arribat el dia de la Batalla Final, el món i la humanitat tinguen una nova oportunitat (confiant que els humans puguen millorar el planeta).
De Kamui poc se'n sap. Ell està a punt de tornar a Tòquio, sis anys després, ja que sa mare li ho va demanar abans de morir envoltada flames; i és que Kamui hi va viure de menut a la ciutat. Allí tenia dos grans amics: els germans Fuuma i Kotori Monou. No obstant, després de la mort de la mare d'ells (Saya), Kamui i sa mare Tohru se'n van sense dir adéu. Malgrat tot, Fuuma va prometre protegir sempre a Kamui, doncs una vegada li va salvar la vida a Kotori i ella sempre ha estat agraïda.
Per la seua banda, Kanoe (germana menor de Hinoto), que només pot endinsar-se en els somnis aliens però no pot veure el futur, se fica en les visions de sa germana i convoca els Set Emissaris, que són la contrapart dels Set Segells. Aquest grup és conegut com els Dracs de la Terra (Chi No Ryū) i el seu propòsit és destruir tot allò establit perquè el món i la raça humana visquen una revolució total.